# Hezb-i-Islami Khalis

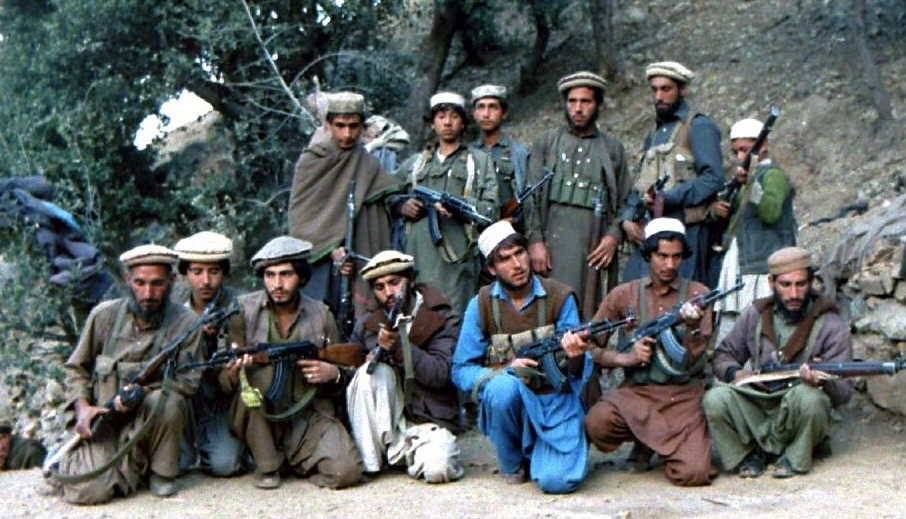
Soldater ur Hezb-i-Islami Khalis 1987

Hezb-i-Islami Khalis (Khalis-fraktionen) är en väpnad afghansk gerillagrupp, grundad av Mohammad Yunus Khalis.
År 1979 bröt Khalis med Gulbuddin Hekmatyars Hezb-i-Islami och bildade sin egen grupp med samma namn. De båda grupperna har, för att kunna skiljas åt, kallats Khalis- respektive Gulbuddin-fraktionen (efter sina ledare).
Khalis-fraktionen tillhörde tidigare motståndskoalitionen Sjupartimujahedinalliansen, med befälhavare som Abdul Haq och Jalaluddin Haqqani.